# Comunidades de agua dulce
Las comunidades de agua dulce son aquellas comunidades de vegetales y animales, que viven en cuerpos de agua dulce (arroyos, ríos, lagos, lagunas, embalses, lagunas primaverales, manantiales, canales, acequias). Para vivir en este entorno las especies han desarrollado características tales que le permiten habitar en estos ecosistemas.
Entre los habitantes animales de este tipo de hábitat se encuentra zooplancton, algas, crustáceos, larvas y peces. En cuanto a plantas se observa la presencia de comunidades de especies acuáticas y otras de especies semiacuáticas, como aquellas que moran en las orillas de los cuerpos de agua tales como juncos o cañas mojón